# Zhang Yuxuan
Dit is een Chinese naam; de familienaam is Zhang.
Zhang Yuxuan (Chinees: 张宇轩) (Tianjin, 19 augustus 1994) is een tennisspeelster uit China.
Zij begon op vierjarige leeftijd met tennis. Haar favoriete ondergrond is hardcourt. Zij speelt rechtshandig en heeft een tweehandige backhand.

## Loopbaan

### Enkelspel
Zhang debuteerde in 2010 op het ITF-toernooi van Nanjing (China). Zij stond in 2012 voor het eerst in een finale, op het ITF-toernooi van Yeongwol (Zuid-Korea) – hier veroverde zij haar eerste titel, door landgenote Wen Xin te verslaan. In totaal won zij vier ITF-titels, de laatste in 2018 in Luzhou (China).
In 2013 kreeg Zhang een wildcard voor het Australian Open, waarmee zij voor het eerst op een grandslamtoernooi speelde. Later dat jaar speelde Zhang voor het eerst op 
een WTA-hoofdtoernooi, op het toernooi van Suzhou. Haar beste resultaat op de WTA-toernooien is het bereiken van de tweede ronde.
Haar hoogste notering op de WTA-ranglijst is de 166e plaats, die zij bereikte in april 2016.

### Dubbelspel
Zhang was in het dubbelspel minder actief dan in het enkelspel. Zij debuteerde in 2011 op het ITF-toernooi van Saitama (Japan), samen met de Japanse Sanae Ohta. Zij stond in 2012 voor het eerst in een finale, op het ITF-toernooi van Yeongwol (Zuid-Korea), samen met landgenote Zhang Nannan – zij verloren van het Koreaanse duo Kim Ji-young en Yoo Mi. In 2015 veroverde Zhang haar eerste titel, op het ITF-toernooi van Suzhou (China), samen met landgenote Yang Zhaoxuan, door het Chinese duo Tian Ran en Zhang Kailin te verslaan.

## Posities op deWTA-ranglijst
Positie per einde seizoen:
| jaar | rang enkelspel | rang dubbelspel |
| ---- | -------------- | --------------- |
| 2011 | 1170           | –               |
| 2012 | 365            | 889             |
| 2013 | 296            | 505             |
| 2014 | 393            | 728             |
| 2015 | 209            | 315             |
| 2016 | 265            | 651             |
| 2017 | 436            | 741             |

## Resultaten grandslamtoernooien
| Legenda | Legenda                          |
| ------- | -------------------------------- |
| g.t.    | geen toernooi gehouden           |
| l.c.    | lagere categorie                 |
| –       | niet deelgenomen                 |
| G       | uitgeschakeld in de groepsfase   |
| 1R      | uitgeschakeld in de eerste ronde |
| 2R      | uitgeschakeld in de tweede ronde |
| 3R      | uitgeschakeld in de derde ronde  |
| 4R      | uitgeschakeld in de vierde ronde |
| KF      | uitgeschakeld in de kwartfinale  |
| HF      | uitgeschakeld in de halve finale |
| F       | de finale verloren               |
| W       | het toernooi gewonnen            |
| w-v     | winst/verlies-balans             |

### Enkelspel
| toernooi        | 2013 |
| --------------- | ---- |
| Australian Open | 1R   |
| Roland Garros   | –    |
| Wimbledon       | –    |
| US Open         | –    |